# La Font de l'Era
La Font de l'Era és una partida rural del terme municipal de Conca de Dalt, a l'antic terme d'Hortoneda de la Conca), al Pallars Jussà. És en territori del poble d'Hortoneda.
Està situat a ponent d'Hortoneda, al nord de la Carretera d'Hortoneda ja a prop d'aquest poble. Són a la dreta de la llau dels Malalts, a prop d'on s'uneix a la llau dels Pastors, a llevant de les Boïgues de Mitges i a ponent dels Horts de la Font del Cabrer. El Camí de la Font del Cabrer recorre el seu costat de llevant.
Consta d'1,0023 hectàrees de conreus de secà i pastures.